# Gijsbert V van Bronckhorst

Stamwapen van Bronckhorst

Gijsbert V van Bronckhorst (ca. 1316 - 1356) was heer van Bronckhorst (1328-1356) en heer van Batenburg (1351-1356). Hij was een zoon van Willem III van Bronckhorst (ovl. 1328) en Johanna van Batenburg.

## Levensloop

### De strijd tussen de Heeckerens en Bronckhorsten
Hij was de leider en de naamgever van de partij der Bronckhorsten in de strijd tussen de Heeckerens en de Bronckhorsten in Gelderland. In 1348 was Gijsbert heer van Bronkhorst als raad van Reinald II, hertog van Gelre, getuige bij de privilegiën van Harderwijk. In 1349 verklaarde hij Jan van Arkel, bisschop van Utrecht, de oorlog, en legde, 

geholpen door Reinald, hertog van Gelder en Margaretha, gravin van Holland, Goor aan kolen, waarop de bisschop in zijne heerlijkheid Bronkhorst viel, en alles te vuur en te zwaard verwoestte.
In deze strijd stonden Gijsbert van Bronkhorst als vijand, en Frederik van Hekeren als bondgenoot van de bisschop gewapend tegenover elkaar. De gebieden waar zij heersten grensden aan elkaar. Het grote en steeds toenemende aanzien van Gijsbert van Bronkhorst was ongetwijfeld een van de drijfveren die de zeventienjarigen Reinald aanspoorde. Dit waren de eerste beginselen van een strijd die ruim twee eeuwen gevoerd werd en waardoor het hele hertogdom Gelder in twee partijen verdeeld was.

### Huwelijk en kinderen
Hij trouwde op 23 april 1344 met Catharina van Leefdael (1320 - 13 april 1361). Zij bracht vele goederen in Brabant in het huwelijk. Catharina was een dochter van Rogier van Leefdael heer van Oirschot en Hilvarenbeek (geboren 1285) en Agnes van Kleef-Hülchrath (geboren 1290).

Gijsbert en Catharina hebben de volgende kinderen:
- Elisabeth van Bronckhorst (1340 - 2 september 1413). Zij trouwde in 1360 met Allard V heer van Buren en Beusichem en ridder, zoon van Allard heer van Buren en Mabelia van Cats.
- Willem IV van Bronckhorst (-1410), heer van Bronckhorst en landdrost van de graafschap Zutphen
- Gijsbert van Bronckhorst (-1402). Hij trouwde in 1360 met Henrica van Dodinckweerde, vrouwe van Borculo.
- Dirk van Bronckhorst-Batenburg (-1407)
- Rogier van Bronkhorst, heer van Hilvarenbeek, domheer te Keulen 1381-1419
- Johan van Bronckhorst, mogelijk is hij de Johanes de Bronchorst, kanunnik in Keulen, in 1368 proost van Sint-Pieter in Utrecht
- Beatrix van Bronckhorst, overleden na 1 februari 1383, kanunnikes, abdis van Metelen

Het bloed van Gijsbert V van Bronckhorst stroomt via zijn kleindochter Catharina door de aderen van verschillende Europese vorsten, Koning Charles, Juan Carlos en vele anderen.

Stamwapen
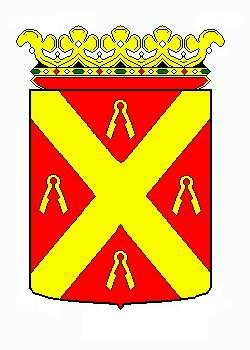
wapen Batenburg
wapen Bronckhorst Batenburg